# 新營神社
23°18′31″N 120°18′48″E / 23.308618°N 120.313358°E
新營神社為台灣日治時期臺南州新營街的神社，設立於1937年。現址為臺南市新營區衛生福利部新營醫院。

## 介紹
新營神社於1937年1月23日通過設立許可，建設經費十萬圓，同月24日舉行地鎮祭動工，同年8月舉行上棟祭，同年11月27日舉行鎮座式啟用，社格為無格社，為新營郡社格最高之神社。其祭神為開拓三神（大國魂命、大己貴命、少彥名命）、倉稻魂命（農業之神）、北白川宮能久親王，例祭日為每年的10月28日。新營神社境地內苑面積7,908坪，外苑面積8,000坪。神社設施包含神明造本殿、神明造中門、神明造拜殿、校倉造祭器庫、神明造手水舍、木造平屋建神饌所併設社務所、平家建瓦葺參集所、神明鳥居三座。1942年9月18日，新營神社升格為鄉社，例祭日改為每年10月18日。

二戰後，臺灣省行政長官公署於1946年向台南縣政府下達「改建各地神社為中山公園」之命令，新營神社於是被改為中山公園，並在1946年11月開始將新營神社建築改為忠烈祠。1976年，為了新建新營醫院，忠烈祠遷往新化虎頭埤，原址拆除改建為現今之新營醫院。新營神社銅馬於2019年，從南瀛綠都心公園搬至新營交通台圓環。

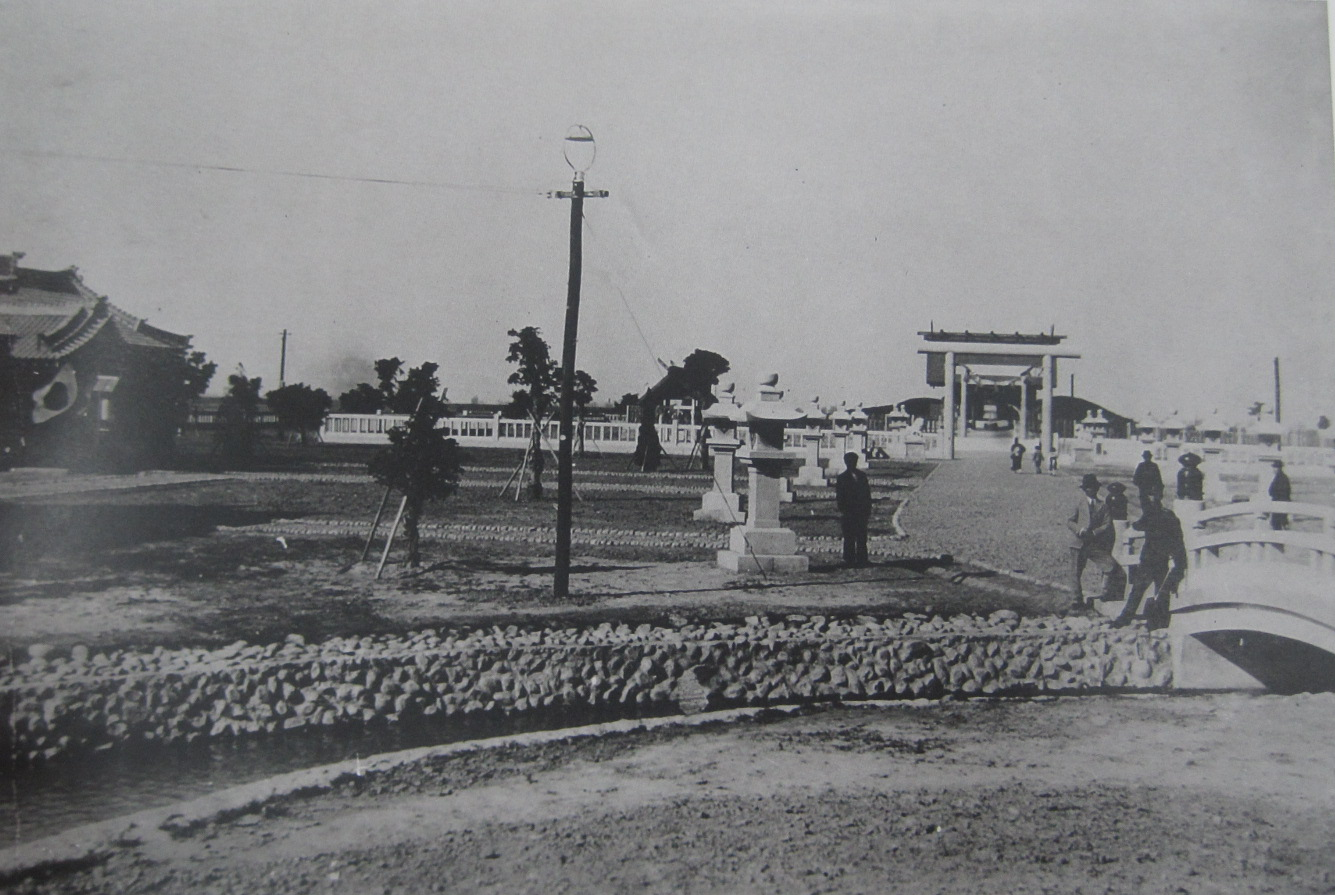
新營神社全景
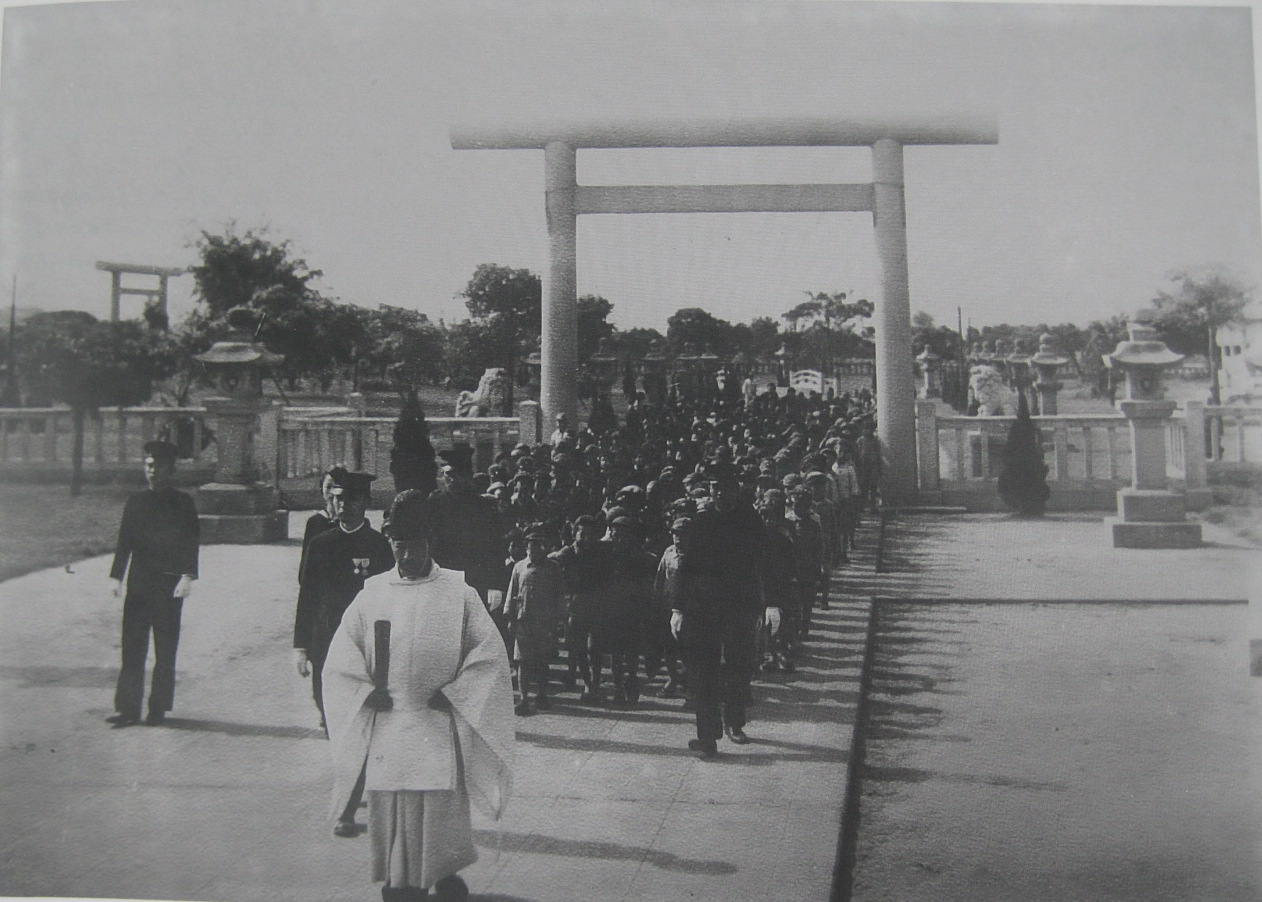
新營神社鳥居